# Carlos da Aquitânia
Carlos da Aquitânia (825 ou 830, morreu a 4 de junho de 863), foi um Carolíngio, uma vez pretendente ao título de rei da Aquitânia, e nomeado arcebispo de Mainz em 856.
Carlos era o segundo filho de Pepino I da Aquitânia e de sua esposa Ringarde. Ele viveu na corte de seu tio Lotário até 848, quando, ouviu falar da deposição de seu irmão Pepino II da Aquitânia, ele partiu em março de 849 para reivindicar o reino da Aquitânia. Ele foi capturado no Loire por Vivien, conde de Touraine, abade laico da abadia de Saint-Martin de Tours e enviado ao rei Carlos II, o Calvo. Ele foi confiado ao mosteiro de Corbie como um monge ou um diácono.
Ele escapou em 854 para recrutar um exército para apoiar seu irmão. Ele conhece, no entanto, pouco sucesso. Nesse ano, ele é gravemente ferido no ataque, por jogo, de seus amigos no escuro : uma espada atravessa-lhe o crânio da têmpora esquerda à direita da mandíbula. Ele permanece epilético. Ele refugiou-se na corte de Luis II, o Germânico, que o faz arcebispo de Mainz e arqui-chanceler a 8 de março de 856. Ele faleceu a 4 de junho do ano 863.
Ele foi enterrado na abadia de Saint-Alban na frente de Mainz.